# 1322

## Události
- první dochovaná písemná zmínka o městě Zlín
- Cheb s okolím trvale připojen k České koruně
- velké povodně v Praze

## Narození
Česko
- 12. února – Jan Jindřich Lucemburský, moravský markrabě († 12. listopadu 1375)
- 23. února – Jan Neplach, opatovický opat a kronikář († 16. září 1371)
- ? – Mikuláš Lucemburský, nemanželský syn Jana Lucemburského, patriarcha aquilejský († 30. července 1358)

Svět
- 24. června – Johana Brabantská, brabantská a lucemburská vévodkyně († 1. listopadu 1406)
- ? – Che Čen, čínský voják a politik sloužící dynastii Jüan († 1388)

## Úmrtí
Česko
- 8. dubna – Markéta Přemyslovna, lehnická kněžna (* 21. února 1296)
- 28. září – Plichta ze Žerotína, český rytíř (* 14. prosince 1291)

Svět
- 3. ledna – Filip V., francouzský král (1291)
- 22. července – Ludvík I. z Nevers, hrabě z Nevers a Rethelu (1274?)
- 2. srpna – Jolanda z Dreux, skotská královna (1269?)
- 25. srpna – Beatrix Svídnicko-Javorská, bavorská vévodkyně a římskoněmecká královna (1290)
- 1. září – Robert III. Flanderský, flanderský hrabě (1249)
- 11. října – Anežka Habsburská, saská vévodkyně (1257?)
- ? – Čao Meng-fu, čínský umělec (* 1254)

## Hlava státu
- České království – Jan Lucemburský
- Svatá říše římská – Ludvík IV. Bavor – Fridrich Sličný
- Papež – Jan XXII.
- Anglické království – Eduard II.
- Francouzské království – Filip V – Karel IV. Sličný
- Kastilské království – Alfons XI. Spravedlivý
- Polské knížectví – Vladislav I. Lokýtek
- Uherské království – Karel I. Robert
- Byzantská říše – Andronikos II. Palaiologos
- Osmanská říše – Osman I.